# Битка при Млечната планина
В Битката при Млечната планина (Битка на Mons Lactarius, Monti Lattari) през есента на 552 г. източноримският пълководец Нарсес по заповед на император Юстиниан I побеждава последния остготски крал Тея. Това е последната голяма битка в Готската война.

## Предистория
Тея е избран за нов крал след тежката загуба на остготите в битката при Буста Галорум няколко месеца по-рано, в която крал Тотила е убит. Тея събира тогава остатъци от остготи около себе си и се оттегля в Кампания, където брат му Алигерн държи още готски владения.

## Ход на битката
Нарсес намира готите наблизо до Неапол на Млечната планина, където са се укрепили в скалите на Везувий. Теснината не дава възможност на императорските войски да покажат своето числено надмощие. Жестоката битка трае два дена и спира, едва когато Тея е убит. Той е смъртно ранен от римско копие в момент на смяна на щита си.
Алигерн и останалите още готи се бият и на другия ден и накрая се предават след обещаното им оттегляне с част от готското кралско съкровище, след което напускат Италия. Така свършва Втората готска война. Някои готски гарнизони се съпротивляват на византийците до 562 г.
За тази битка живелият по това време Прокопий от Цезарея е писал обширно в осмата книга на своята „История“.